# Elettrodo standard a idrogeno

Elettrodo standard a idrogeno.

L'elettrodo standard a idrogeno (abbreviato in SHE o HSE, dall'inglese Standard Hydrogen Electrode) è uno storico elettrodo a gas, così schematizzato:
```
  Pt | H
2
 (1 atm) | H
+
 (1 M)
```

A tale elettrodo sono riferiti i potenziali standard di riduzione di tutte le coppie redox note.
È formato da un cilindro cavo di platino platinato, ossia platino ricoperto da un deposito di platino spugnoso per aumentarne la superficie specifica, immerso in una soluzione 1 M in ioni H+ (HCl 1 M) e sul quale viene fatto gorgogliare idrogeno gassoso alla pressione di una atmosfera.
La reazione redox che sta alla base di questo elettrodo è:
{\displaystyle {\ce {2 H+ (aq) + 2 e- <=>H2 (g)}}}
Applicando l'equazione di Nernst si ottiene:
{\displaystyle E_{\mathrm {H^{+}/H_{2}} }=E_{\mathrm {H^{+}/H_{2}} }^{\circ }+{\frac {RT}{nF}}\ln {\frac {[\mathrm {H^{+}} ]^{2}}{p_{\mathrm {H_{2}} }}}}
dove:
- {\displaystyle E_{\mathrm {H^{+}/H_{2}} }} è il potenziale di riduzione della semireazione, misurato nel SI in {\displaystyle \mathrm {V} };
- {\displaystyle E_{\mathrm {H^{+}/H_{2}} }^{\circ }} è il potenziale di riduzione allo stato standard, misurato nel SI in {\displaystyle \mathrm {V} } esso assume per convenzione valore nullo ad ogni temperatura e funge quindi da riferimento, {\displaystyle E_{\mathrm {H^{+}/H_{2}} }^{\circ }=0,\!0\;\mathrm {V} }[1][2];
- {\displaystyle R} è la costante dei gas, in unità SI pari a {\displaystyle 8,\!314\;\mathrm {J} \,\mathrm {mol} ^{-1}\mathrm {K} ^{-1}};
- {\displaystyle T} la temperatura assoluta, misurata nel SI in {\displaystyle \mathrm {K} };
- {\displaystyle F} la costante di Faraday, pari a {\displaystyle 96485\;\mathrm {C} \,\mathrm {mol} ^{-1}};
- {\displaystyle n} è il numero di elettroni scambiati nella semireazione, pari a 2 nel caso considerato;
- {\displaystyle [\mathrm {H} ^{+}]} è la concentrazione di quantità di sostanza dello ione idrogeno;
- {\displaystyle p_{\mathrm {H_{2}} }} è la pressione parziale dell'idrogeno gassoso[3].

Se si considera {\displaystyle T=298\,\mathrm {K} } e {\displaystyle p_{\mathrm {H_{2}} }=1\;\mathrm {bar} } la relazione precedente può essere riarrangiata, in funzione del pH ({\displaystyle \mathrm {pH} =-\log[\mathrm {H^{+}} ]}), ottenendo:
{\displaystyle E_{\mathrm {H^{+}} /\mathrm {H_{2}} }=-0,\!059\,\mathrm {pH} }

Se la soluzione contenente ioni H+ non è quella standard, è possibile utilizzare l'elettrodo per effettuare misure analitiche di pH.
La difficile riproducibilità ha fatto sì che l'HSE sia ormai, nella pratica di laboratorio, soppiantato da elettrodi più evoluti e con migliore sensibilità e riproducibilità.